# الكسندر أكيمان
الكسندر أكيمان (بالإنجليزية: Alexander Aciman)‏ هو صحفي أمريكي، ولد في 4 سبتمبر 1990.